# Backcasting
Das Backcasting ist eine strategische Methode der Zukunftsforschung. Dabei bewegt man sich von einem zukünftigen Zustand zurück in Richtung Gegenwart und fragt danach, was getan werden muss, um diesen Zukunftszustand zu schaffen. Häufig geschieht dies nach dem Entwurf eines Zukunftsbilds bzw. der Erstellung von Szenarien und ergänzt diesen Foresight-Prozess.

## Geschichte
Die Methode wurde im Energiesektor entwickelt. Zunächst führte Amory Lovins diese Vorgehensweise zur Planung von Elektrizitätsangebot und -nachfrage ein und nannte es „backwards looking analysis“. Danach fand das Backcasting regelmäßig in Energiestudien Anwendung.
Die Grundlagen der Methode wurden 1990 von John B. Robinson von der University of Waterloo dargelegt. Während es beim Forecasting um die Vorhersage der Zukunft auf der Grundlage der Analyse aktueller Trends geht, nähert sich das Backcasting der Herausforderung, die Zukunft aus der entgegengesetzten Richtung zu erörtern, an; es ist „eine Methode, bei der die künftigen gewünschten Bedingungen ins Auge gefasst und dann Schritte definiert werden, um diese Bedingungen zu erreichen, anstatt Schritte zu unternehmen, die lediglich eine Fortsetzung gegenwärtiger, in die Zukunft extrapolierter Methoden sind“ Backcasting zielt darauf ab, sich gedanklich in die Zukunft zu versetzen und daraus Schritte gewünschte Wege ins Morgen abzuleiten.
Das Backcasting ist als Methode seit mehr als 40 Jahren im Bereich der Zukunftsforschung etabliert, etwa seit den späten 1980er Jahren für den Verkehrssektor in den Niederlanden oder Schweden. Das Programm zur nachhaltigen Technikentwicklung in den Niederlanden um die Jahrtausendwende beruhte zentral auf dem Backcasting. Es kann auch zur Gestaltung von Industriepolitik und zur betrieblichen Optimierung verwendet werden.
Zunehmend zeigte sich, dass die Methode partizipativ angewendet werden kann und auch ein gemeinsames Lernen im Prozess erlaubt. Zugleich gestattet sie die Erzeugung von transdisziplinärem Wissen.
Diese unterschiedlichen Anwendungen führen auch zu Weiterentwicklungen: Der niederländische Wissenschaftsforscher Jaco Quist konnte vier verschiedene Backcasting-Ansätze unterscheiden, von denen jeder auf unterschiedlichen Vorgehensweisen basiert. In der Transformationsforschung ist Backcasting anerkannt als „ein partizipativer Prozess in welchem zuerst ein wünschenswertes Zukunft(sbild) oder normatives Szenario geschaffen wird, gefolgt von einem ‚Zurückschauen‘ und einer Analyse, wie diese Zukunft Schritt für Schritt erreicht werden könnte.“